# Lluís V de Hessen-Darmstadt
Lluís V de Hessen-Darmstadt (en alemany Ludwig V von Hessen-Darmstadt) va néixer a Darmstadt (Alemanya) el 24 de setembre de 1577 i va morir a Rheinfels el 27 de juliol de 1626. Era un noble alemany de la Casa de Hessen, fill del landgravi Jordi I (1547-1596) i de Magdalena de Lippe (1552-1587).
En morir el seu pare, el 1596, el succeí en el langraviat de Hesse-Darmstadt fins a la seva mort. Vuit anys després va heretar la meitat dels dominis de Hessen-Marburg després de la mort sense descendència de Lluís IV de Hessen-Marburg. L'altra meitat corresponia a Maurici I de Hessen-Kassel. Però, en ser aquest de confessió calvinista, Lluís V reclamà el conjunt de Hessen-Marburg, de manera que es desencadenà un conflicte obert entre les diferents branques de la casa de Hessen. En aquesta pugna Lluís V va comptar amb el suport de l'emperador del Sacre Imperi Romanogermànic, mentre que Maurici es recolzà amb els nobles protestants.

## Matrimoni i fills
El 5 de juny de 1598 es va casar a Berlín amb Magdalena de Brandenburg (1582-1616), filla de l'elector i duc de Prússia Joan Jordi II (1525-1598) i d'Elisabet d'Anhalt-Zerbst (1563-1607). El matrimoni va tenir dotze fills:
- Elisabet (1600-1624), casada amb Lluís de Würtemberg-Montpelgard (1586-1631).
- Anna Elionor (1601-1659), casada amb Jordi de Brunsvic-Lüneburg (1582-1641).
- Marie (1602−1610)
- Sofia Agnès (1604-1664), casada amb Joan Frederic de Sulzbach (1587−1644).
- Jordi II, casat amb la princesa Sofia Elionor de Saxònia (1609-1671).
- Juliana (1606-1659), casada amb el comte Ulric II d'Ostfriesland (1605-1648).
- Amàlia (1607-1627)
- Joan (1609-1651), casat amb Joana de Sayn (1626-1701).
- Enric (1612-1629)
- Hedwig (1613-1624)
- Lluís (1614-1614)
- Frederic de Hessen-Darmstadt (1616-1682)

Fora del matrimoni, Lluís va tenir un altre fill: Ludwig von Hörnigk (1600-1667).

## Biblioteca
- Philipp Walther: Ludwig V.. In: Allgemeine Deutsche Biographie (ADB). Band 19, Duncker & Humblot, Leipzig 1884, S. 547–550.
- Peter Moraw: Kleine Geschichte der Universität Gießen. Gießen 1990, ISBN 3-927835-00-5